# Jaskinia Omszała
Jaskinia Omszała – jaskinia w Dolinie Małej Łąki w Tatrach Zachodnich. Wejście do niej znajduje się na północno-wschodnich stokach Małołączniaka, nad Kotlinami, na wysokości 1904 metrów n.p.m. Długość jaskini wynosi 33 metry, a jej deniwelacja 10 metrów.

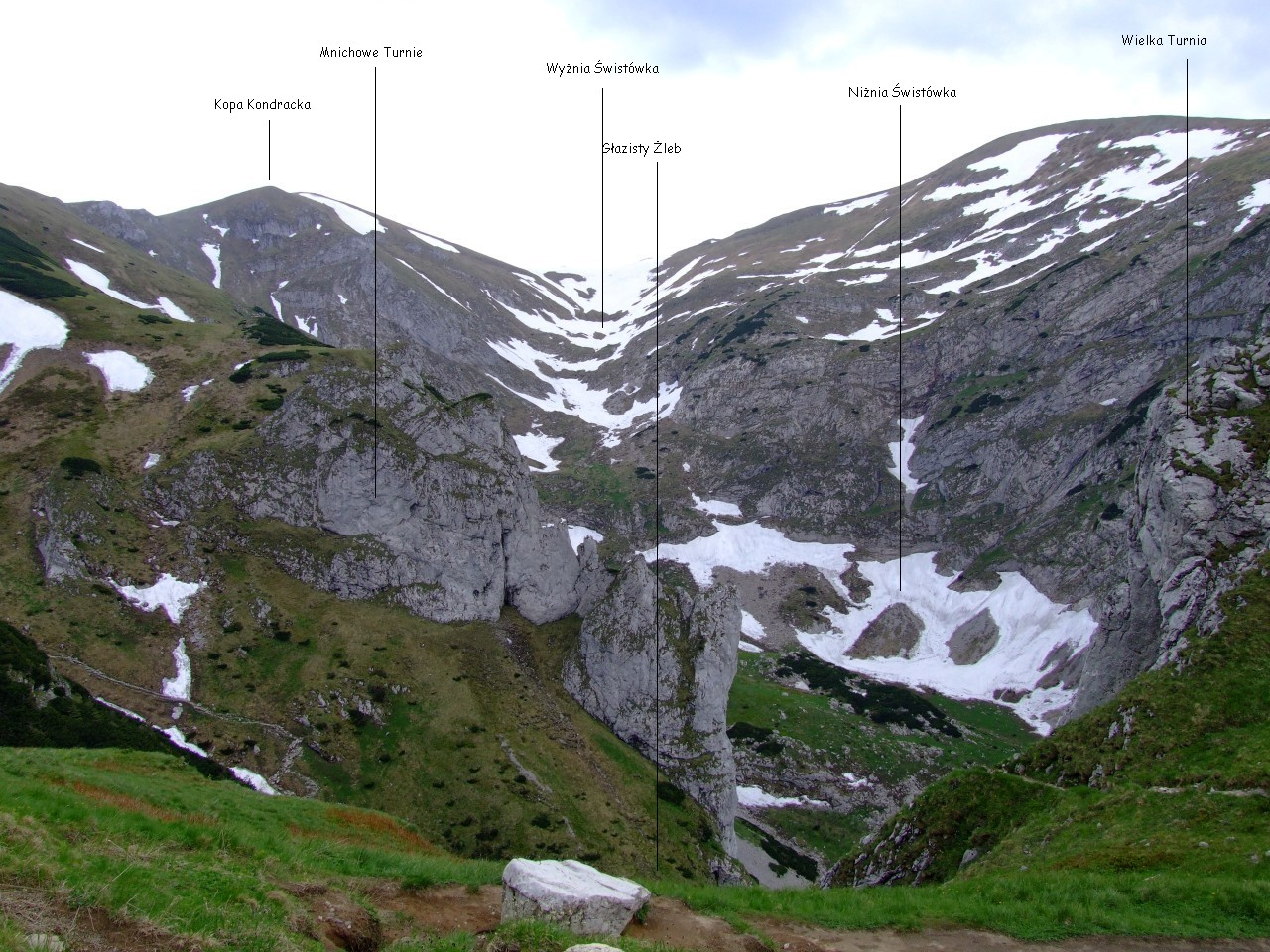
Niżnia Świstówka. Po prawej w głębi ściana Kotlin

## Opis jaskini
Jaskinię stanowi ciąg prowadzący od otworu wejściowego przez 2-metrową studzienkę do niewielkiej  salki, a dalej przez dwie równoległe pochylnie w kształcie rur (w jednej odchodzi w górę krótki korytarzyk) do poprzecznego, obszernego korytarza. W jedną stronę kończy się on 1,3-metrową studzienką, a w drugą, po minięciu 2-metrowej studzienki, niedostępną szczeliną.

## Przyroda
W jaskini można spotkać mleko wapienne. Ściany są mokre.  
Zamieszkują ją nietoperze.

## Historia odkryć
Jaskinię odkryli 8 września 1966 roku A. Kobyłecki z Krakowa  i P. Malinowski z Zakopanego. A. Kobyłecki sporządził jej opis oraz plan.